# Tormenta nera
Tormenta nera (黒い吹雪?, Kuroi fubuki) è un manga di Yoshihiro Tatsumi. Pubblicato originariamente nel 1956 da Hinomaru Bunko sulla rivista Kage (影), è stato concepito come opera per il mercato dei manga a prestito.
È stato pubblicato negli USA dalla casa editrice Drawn and Quarterly con in postfazione l'intervista all'autore Adrian Tomine, editor dei volumi D&G dedicati a Tatsumi, mentre in Italia da BAO Publishing nel marzo 2014.
Tra le opere che hanno ispirato Tormenta nera Tatsumi ricorda di essere stato particolarmente colpito dal Conte di Monte Cristo e da alcune storie di genere pulp lette su riviste dell'epoca.

## Trama
Susumu Yamaji è un giovane pianista di talento, arrestato con l'accusa di omicidio. Ammanettato assieme ad un detenuto più volte condannato per truffe ed omicidi, Susumu si trova coinvolto in una pericolosa fuga col criminale che spinge il giovane ad approfittare del deragliamento del treno su cui viaggiavano a causa di una frana. Inseguiti dai poliziotti locali in un'estenuante caccia all'uomo, i due si rifugiano nella capanna di un guardiacaccia, per sfuggire alla tempesta di neve della montagna. Più volte il criminale minaccia Susumu di arrivare a tagliargli una mano pur di riuscire a togliere le manette e poter andare finalmente a trovare la figlia che non vede da quattordici anni, mentre Yamaji lo prega di non privarlo degli arti che gli rendono possibile suonare. In un momento di relativa tranquillità Susumu racconta all'uomo la sua storia: pianista squattrinato, ritrova l'ispirazione musicale solo dopo aver incontrato Saeko, cantante di un circo. Tra i due nasce subito un forte affetto reciproco e il giovane propone alla ragazza di lasciare il circo, studiare musica e lavorare poi con lui. Ai progetti dei giovani si oppone il manesco padre di Saeko, direttore del circo. Una sera Susumu ubriaco fa visita all'uomo, tra i due scoppia una lite violenta ed il pianista perde presto conoscenza. Quando si risveglia si trova accanto al cadavere del direttore, circondato da sangue e dai coltelli di un'artista del circo. Sconvolto, Susumu fugge, lui stesso incapace di riconoscersi colpevole o innocente.
Terminato il racconto, i due fuggitivi, incalzati dall'arrivo della polizia, scendono a valle ed arrivano alla cittadina vicina. Si rifugiano in uno studio di un medico privato abbandonato. Lì, stanchi ormai per la fuga, i due accettano di partecipare ad un gioco d'azzardo e decidere così chi perderà la mano. Susumu è il primo a cadere sotto l'effetto del sonnifero e si addormenta in preda ad angosce ed incubi che lo vedono privato dell'arte che ama. Quando si risveglia lo saluta il detective che l'ha arrestato; gli spiega che il suo compagno detenuto ha preferito tagliare la propria mano e, libero, andare a trovare e ad intimidire il vicedirettore del circo e fare in modo che questi confessasse il crimine che aveva commesso e poi attribuito al giovane Yamaji. I dubbi affollano la testa di Susumu e il detective gli svela infine che il detenuto altri non era che il vero padre di Saeko, ex membro del circo e ben a conoscenza dei dissapori tra il direttore e il suo sottoposto. L'uomo, saputa la storia del giovane e del legame profondo con la propria figlia, ha preferito aiutare Susumu e scontare le proprie colpe, sapendo di aver lasciato la figlia in buone mani. 
Il giovane, riconoscente all'uomo e al detective che si sono presi cura di lui, cerca Saeko. I due innamorati, ritrovatisi, si allontanano infine insieme.